# ماركوس سيمون
ماركوس سيمون (بالإنجليزية: Marcus Simon)‏ هو سياسي أمريكي، ولد في 1 يوليو 1970 في أوستن في الولايات المتحدة. حزبياً، نشط في الحزب الديمقراطي.